# كارولين غروسفينور
كارولين غروسفينور (بالإنجليزية: Caroline Grosvenor)‏ (15 يونيو 1858، وستمنستر في المملكة المتحدة - 7 أغسطس 1940)؛ رسامة وروائية بريطانية.